# Christianisierung Skandinaviens

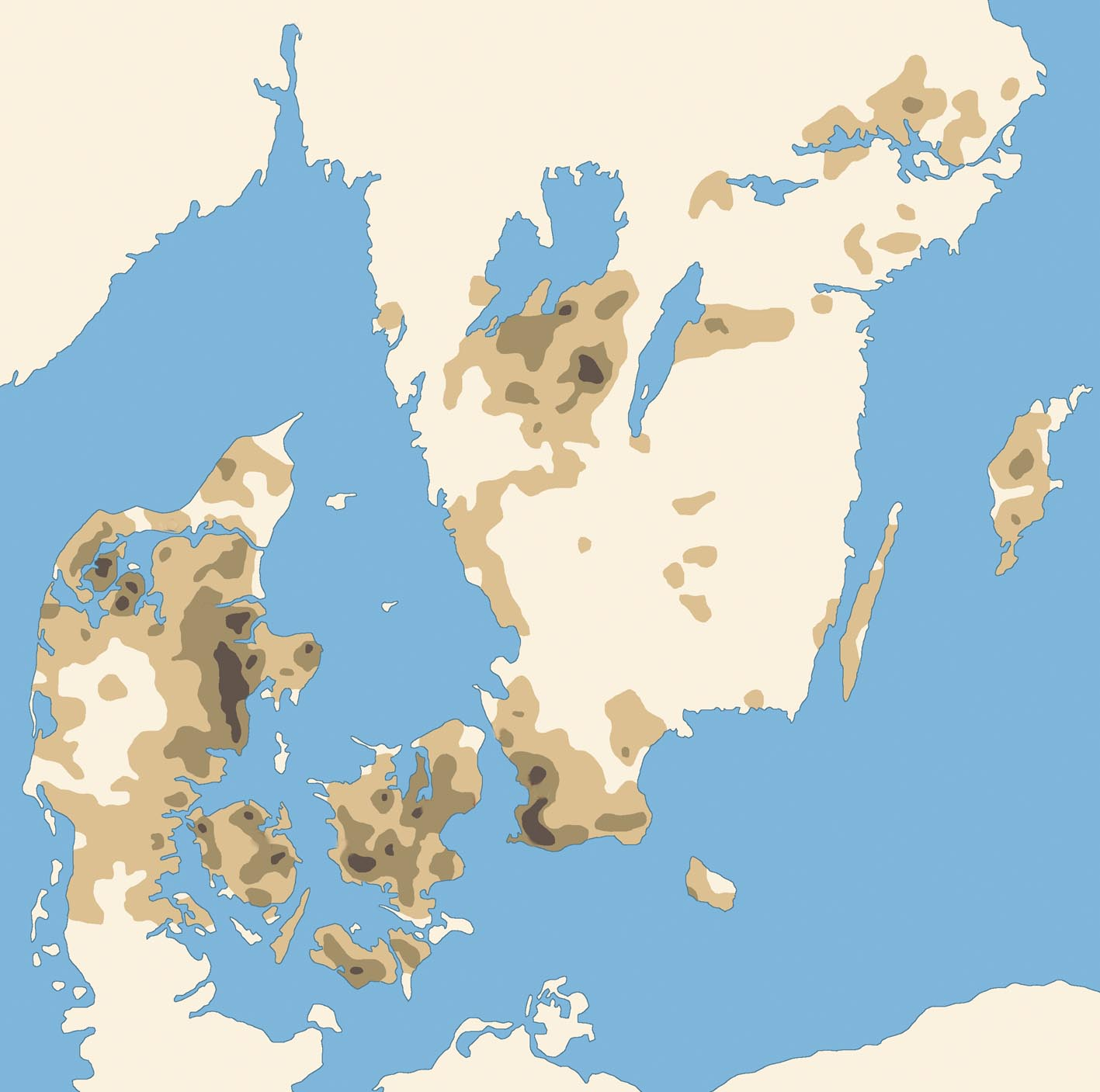
Ausbreitung des Christentums (Kirchendichte) in Dänemark und Südschweden zwischen 1000 und 1250

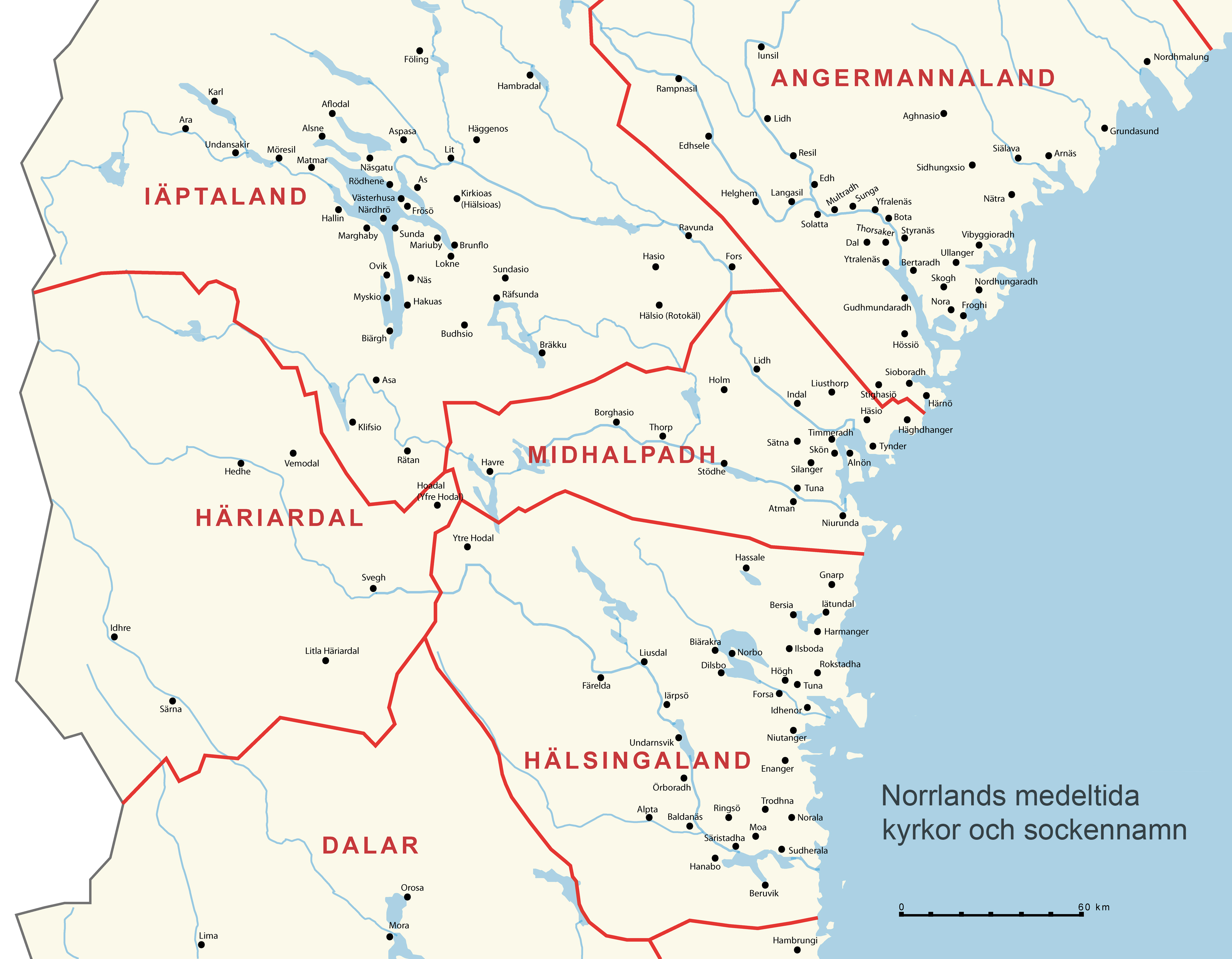
Ausbreitung des Christentums (Kirchendichte) in Nordschweden zwischen 1150 und 1300

Die Einführung des Christentums erst in Dänemark, dann in Skandinavien und schließlich in ganz Nordeuropa erfolgte im 10. bzw. 11. Jahrhundert und erreichte ihren Höhepunkt um das Jahr 1000 (etwa in den Jahren zwischen 970 und 1030). Sie war verbunden mit kriegerischen Auseinandersetzungen und wurde sowohl von der Wikingerzeit als auch von der dänischen, norwegischen und schwedischen Reichseinigung überlagert. Mit der Christianisierung der Wikinger wurden auch Dänen, Norweger und Schweden christianisiert und bildeten im 12. Jahrhundert schließlich eigene Nationalkirchen, die im 12. und 13. Jahrhundert ihrerseits dann Wenden, Finnen und Balten christianisierten.

## Christianisierung Nordeuropas

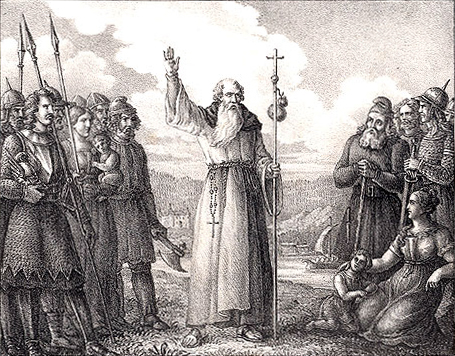
Zwischen Dänen und Schweden predigte der aus Bremen kommende Heilige Ansgar (†865) die christliche Lehre ab 826 zunächst vergeblich

Die Christianisierung der germanischen Völker Nordeuropas (auch als Nordgermanenmission bezeichnet) war eine Folge der Christianisierung der germanischen Völker Mitteleuropas durch die Römer bzw. die Franken (Germanenmission, Friesenmission, Sachsenmission). Dabei trafen die römische bzw. fränkische und die iro-schottische bzw. angelsächsische Mission aufeinander. Schon im 7. Jahrhundert soll der fränkische Bischof Eligius Missionare zu den Dänen entsandt haben, im frühen 8. Jahrhundert hatte bereits der angelsächsische Missionar Willibrord von Utrecht unter den Friesen auch in Jütland und am Hof des Dänenkönigs Angantyr gepredigt; auch von der Abtei Corbie (bzw. ihrem Ableger in Corvey) waren Mönche ins dänische Ripen gekommen. Dänemark und Schweden waren zunächst Ziel der seit dem 9. Jahrhundert vor allem vom Erzbistum Hamburg bzw. Bremen ausgehenden ostfränkischen bzw. deutschen Missionsbemühungen. Durch die anglo-dänischen und anglo-norwegischen Bindungen und Wechselwirkungen der Wikingerzeit war jedoch der angelsächsische bzw. englische Einfluss in Dänemark und Norwegen letztlich ebenso entscheidend.
In Norwegen und Schweden wiederum gab es im 11. Jahrhundert zwischenzeitlich auch einen gewissen griechisch-orthodoxen bzw. russisch-orthodoxen Einfluss. Einige Historiker haben daher darüber spekuliert, ob und wie weit es nicht nur die Missionierung der Slawen Osteuropas, sondern auch die Christianisierung Nordeuropas beeinflusst oder gar verhindert hätte, wenn die Ostslawen nicht das orthodoxe Christentum, sondern den Islam angenommen hätten. (Der Kiewer Großfürst soll zwischenzeitlich auch eine Annahme des Islam erwogen haben.)

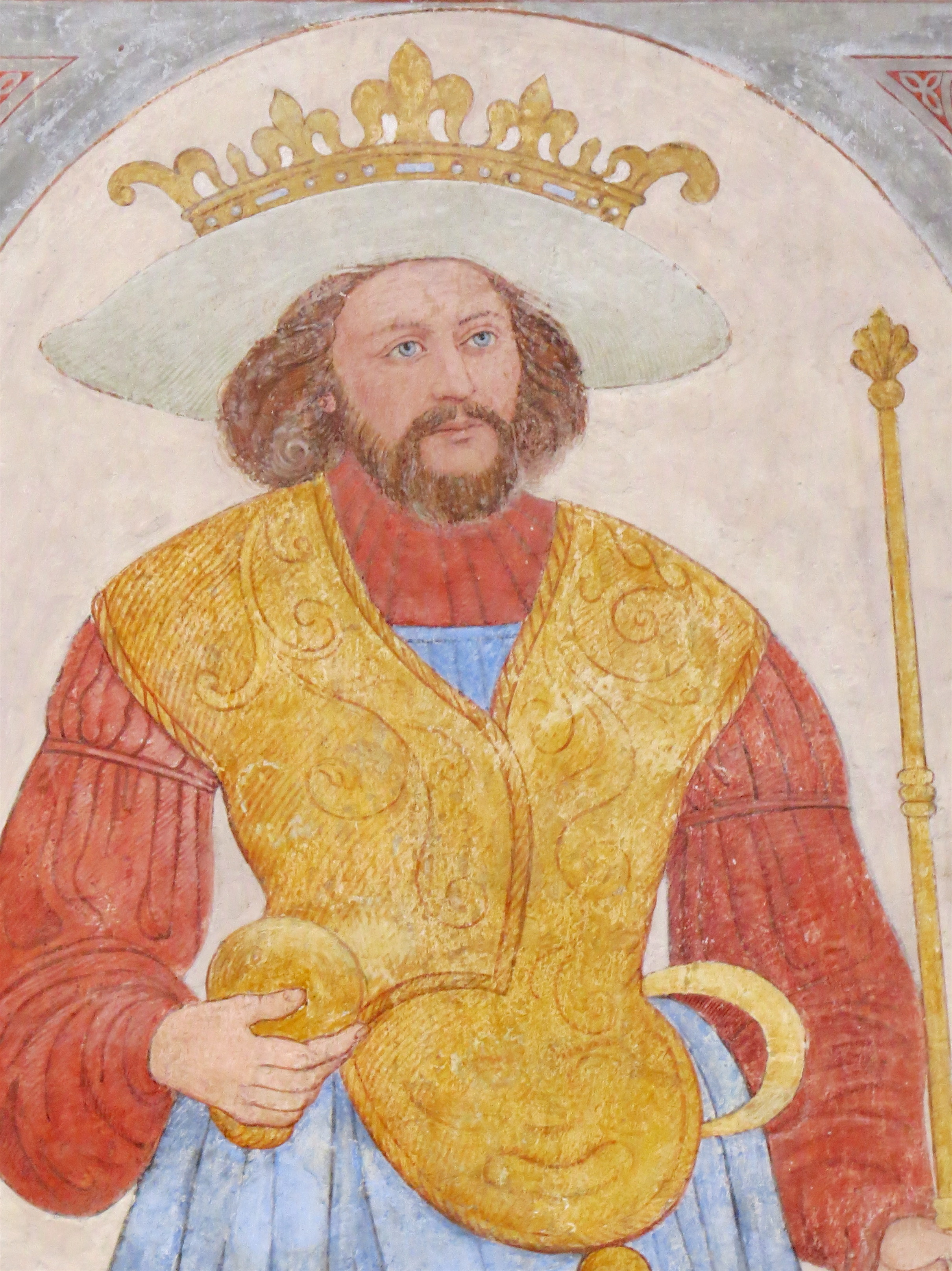
Harald Blauzahn (†987) regierte Dänemark und Norwegen. Er gilt als erster christlicher König Nordeuropas. Die meisten Dänen und Norweger bekehrte er jedoch zunächst nicht

Der dänische König Harald Klak wurde bereits 826 in Mainz getauft, seine Landsleute in der Heimat hielten jedoch an der alten nordgermanischen Religion fest. Um 860 sollen die Kiew beherrschenden schwedischen Waräger Askold und Dir von einem (ersten) Angriff auf Konstantinopel getauft zurückgekehrt sein, fielen aber zwei Jahrzehnte später den von Oleg geführten zunächst noch heidnisch gebliebenen Warägern zum Opfer. Im eroberten England hatten die dänischen Wikinger unter Guthrum um 878 das Christentum angenommen, ebenso in Irland die dänischen und norwegischen Wikinger um 926. Um 911 ließen sich die dänischen und norwegischen Wikinger in der Normandie und ihr Anführer Rollo taufen, ein Aufstand weiterer skandinavischer Neuankömmlinge in der Normandie gegen die Christianisierung wurde 943 niedergeschlagen. Die norwegischen Könige Håkon der Gute und Olav Krähenbein (Olav I.) wurden um 940 bzw. 994 in England getauft. Erst der dänische König Harald Blauzahn und der schwedische König Olaf Schoßkönig ließen sich 965 und 1008 direkt in ihrer Heimat taufen, doch zur endgültigen Bekehrung der Norweger, Schweden und Dänen holten Olav Krähenbein ab 995, Olaf Schoßkönig und Knut der Große ab 1020 englische Missionare aus Canterbury ins Land. Der norwegische König Olav der Dicke (Olav II.) erhielt seine Taufe um 1014 noch in der Normandie, lebte aber einige Jahre im Nowgoroder Exil. Olav war der letzte westkirchliche Heilige, der auch von der orthodoxen Ostkirche anerkannt wurde. Auch Olavs Bruder Harald der Harte und sein Sohn Magnus der Gute wurden nicht in Norwegen erzogen, sondern in Nowgorod. Der mit einer russischen Prinzessin verheiratete Harald diente sogar erst jahrelang in der Leibwache des griechisch-orthodoxen Kaisers von Byzanz, ehe er 1047 König in Norwegen wurde. Anund Gårdske, der bis 1075 König in Schweden war, kam aus Gardarike bzw. der Kiewer Rus und stammte von orthodoxen Warägern ab. Das kirchliche Schisma von 1054 (Schweden und Norwegen katholisch, die Kiewer Rus orthodox) beendete die skandinavisch-russischen Bindungen; Waräger-Nachkommen und Schweden nahmen fortan eine unterschiedliche Entwicklung als voneinander verschiedene Völker.

Mit der Zerstörung des heidnischen Tempels von Uppsala um 1087 war die Christianisierung Skandinaviens vorerst abgeschlossen (Darstellung des Tempels von Carl Larsson, 1915)

Die Christianisierung Skandinaviens und Nordeuropas im 10. und 11. Jahrhundert erfolgte von oben und zumeist durch Zwang ("Schwertmission"). Sie diente vor allem der Festigung des Königtums. Die dänischen, norwegischen und schwedischen Könige versuchten – nicht immer erfolgreich – sich der Kirche zur Festigung der königlichen Zentralgewalt zu bedienen. Die Kirche half dem Königtum bei der Verwaltung und dem Eintreiben der Steuern. Die neue christliche Staatsauffassung und Staatsreligion vom gottgewollten (Erb-)Königtum schwächte die traditionelle demokratische Thing-Ordnung der nordgermanischen Völker. Die Einführung des Christentums war zumindest in Dänemark und Norwegen um 1030 abgeschlossen, während das bereits im 9. und 10. Jahrhundert christianisierte Haithabu 1066 von heidnischen Wenden zerstört wurde.
Die Wikingerzeit ging mit der Christianisierung zu Ende, doch in Schweden fanden noch über das Ende der Wikingerzeit hinaus von 1066 bis 1081 blutige Christenverfolgungen statt. Erst mit der Zerstörung des Zentrums der nordgermanischen Religion, des Tempels von Uppsala, war die Christianisierung ab 1087 auch dort abgeschlossen.

### Christianisierung Dänemarks

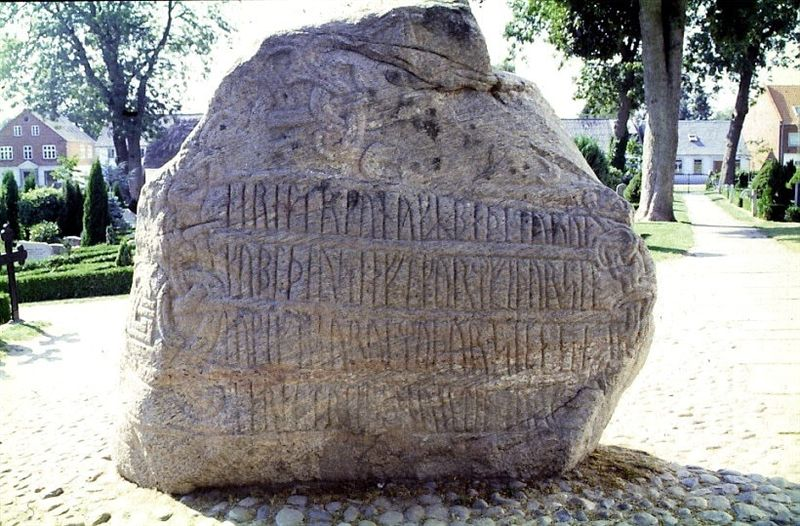
Der große Runenstein von Jelling bezeugt die Christianisierung der Dänen durch Harald Blauzahn

Im Jahr 823 kam Ebo von Reims als erster päpstlicher Missionar nach Dänemark. Als erster dänischer König soll Harald Klak sich schon 826 haben taufen lassen, doch die übrigen Dänen hielten trotz der von Hamburg und Bremen ausgehenden Missionsversuche des Heiligen Ansgar zunächst am alten nordgermanischen Glauben fest, zahlreiche Kirchen wurden wieder zerstört. Von der Mitte des 9. Jahrhunderts bis zur Mitte des 10. Jahrhunderts nahmen nur die schwedischen Wikinger in Haithabu den neuen Glauben an. Erst in der Mitte des 10. Jahrhunderts waren der niedersächsische Bischof Unni und der friesische Missionar Poppo auch in Dänemark erfolgreich: In Schleswig (Haithabu), Ripen und Aarhus entstanden anno 948 Dänemarks erste Bistümer. Gorms Nachfolger Harald Blauzahn, der 943 noch den Aufstand heidnischer Dänen in der Normandie unterstützt hatte, ließ sich irgendwann zwischen 960 und 968 von Poppo taufen.
Eine von Haralds Sohn Sven Gabelbart bemühte Restauration der alten Glaubensverhältnisse scheiterte; Svens Sohn Knut der Große holte zu Beginn des 11. Jahrhunderts englische Missionare nach Dänemark. In der Folge wurden die Dänen christianisiert, so dass Knuts Neffe Sven Estridsson in der zweiten Hälfte des 11. Jahrhunderts die englischen Kleriker durch dänische ersetzen konnte. Svens Sohn beteiligte sich 1097 am Ersten Kreuzzug, und der kirchenfreundliche König Knut IV. wurde 1101 sogar heiliggesprochen. Mit der Gründung eines Erzbistums in Lund löste sich die dänische Kirche 1104 von Hamburg und Bremen, und dänische Könige begannen nun ihrerseits Kreuzzüge zur Bekehrung der Wenden (1168 Eroberung Rügens).

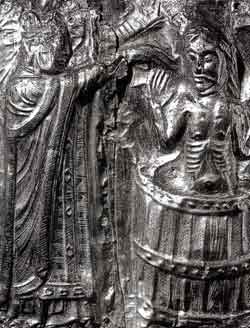
König Harald Blauzahn ließ sich um 965 vom friesischen Missionar Poppo taufen
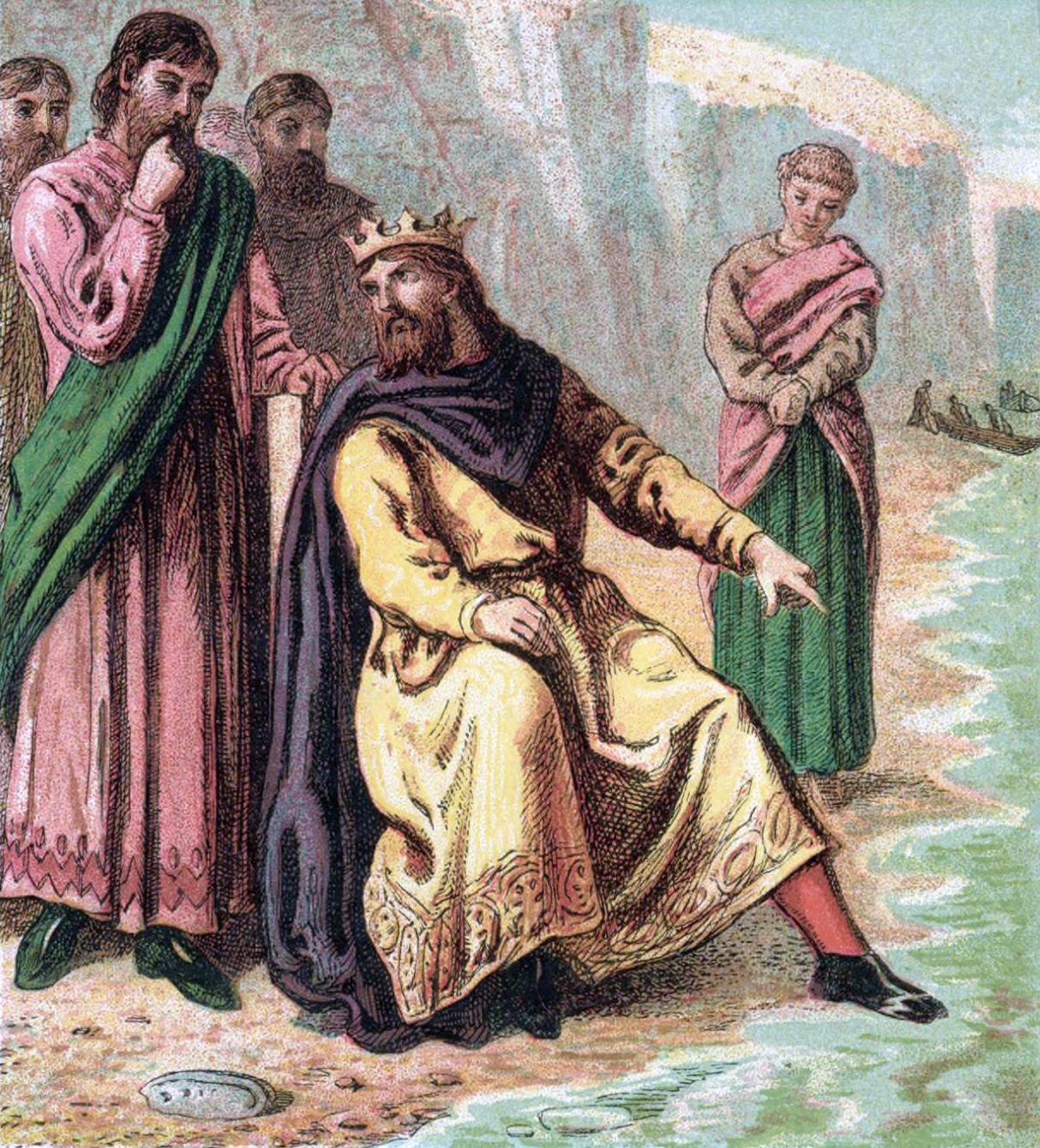
Mit englischen Priestern vollendete Knut der Große ab 1020 die Christianisierung
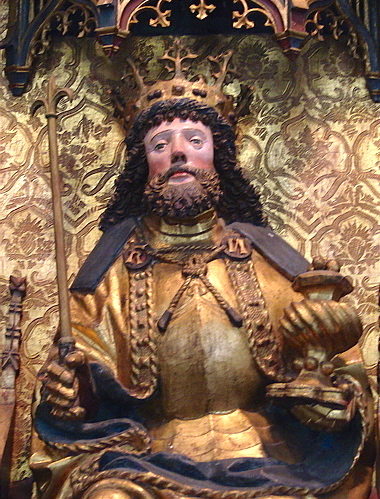
König Knut IV. wurde 1101 heiliggesprochen und galt als Dänemarks Schutzpatron

### Christianisierung Norwegens

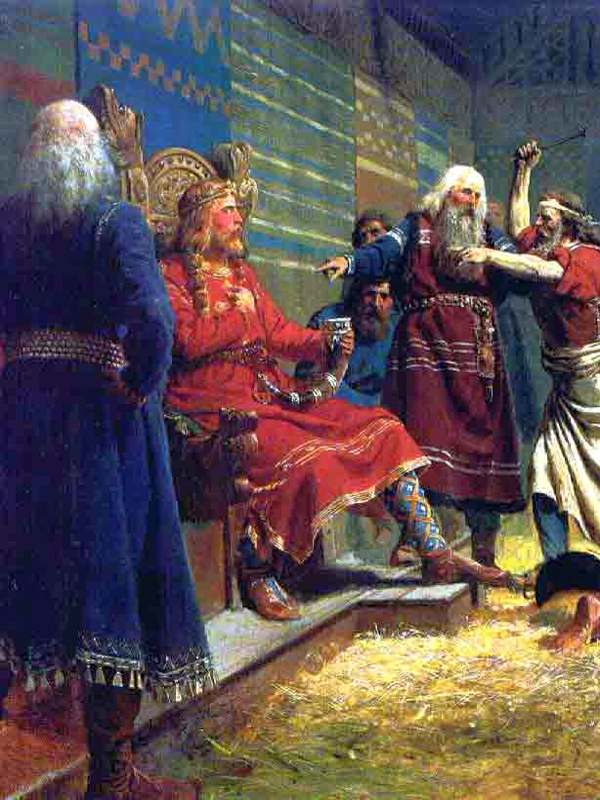
Håkon der Gute (†961) soll schon 940 in England getauft worden sein, konnte in Norwegen das Christentum aber nicht durchsetzen.

In Norwegen förderten der angeblich schon um 940 getaufte König Håkon der Gute (†961) ebenso wie die heilige Sunniva von Selje die christliche Mission zunächst vergeblich. Die Einführung des Christentums gelang Hakon ebenso wenig wie seinem dänischen Rivalen und Nachfolger Harald Blauzahn (†987). Gegen die von Olav Tryggvason (†1000) und Olav dem Dicken (†1030) gewaltsam betriebene Christianisierung erhob sich Widerstand, beide Könige fielen im Kampf gegen die mit den Aufständischen verbündeten Dänen. Doch die dänischen Sieger waren inzwischen auch Christen, und nach ihrer Vertreibung wurde Olav der Dicke schon um 1035 heiliggesprochen. Der norwegische König Sigurd I. nahm ab 1107 sogar an einem Kreuzzug nach Jerusalem teil, und König Inge Krogrygg erreichte 1152 beim Papst die Erhebung des Bistums Trondheim zum Erzbistum und somit die Lösung der norwegischen Kirche vom dänischen Erzbistum Lund.
Obgleich die Christianisierung in Norwegen früher begonnen hatte als in Dänemark und eher abgeschlossen war als in Schweden, so erreichte die Reformation Norwegen als letztes der drei seit 1397 in der Kalmarer Union vereinigten nordischen Königreiche. Erst nach der Einführung der Reformation 1537 wurden die nichtgermanischen Finnen und Lappen (Samen) in Nordnorwegen christianisiert. Im 16., 17. und 18. Jahrhundert wurden auch sie zumeist gewaltsam bekehrt – diesmal jedoch von evangelisch-lutherischen Missionaren.

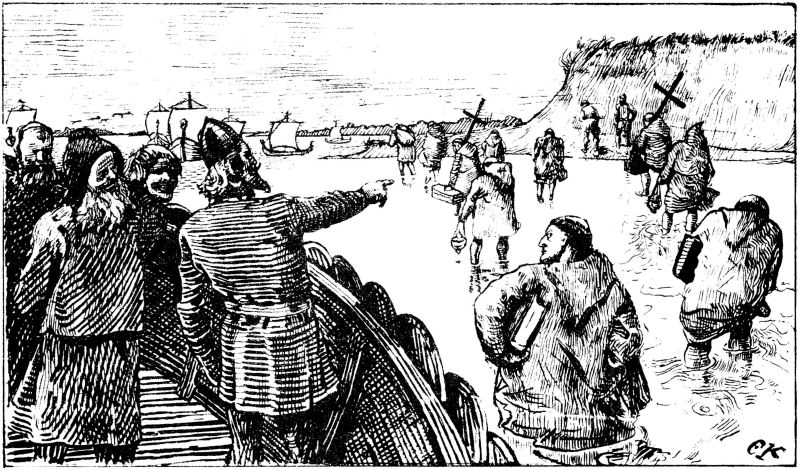
Die von Harald Blauzahn an Land gesetzten dänischen Missionäre wurden von Håkon Jarl 975 zurückgeschickt
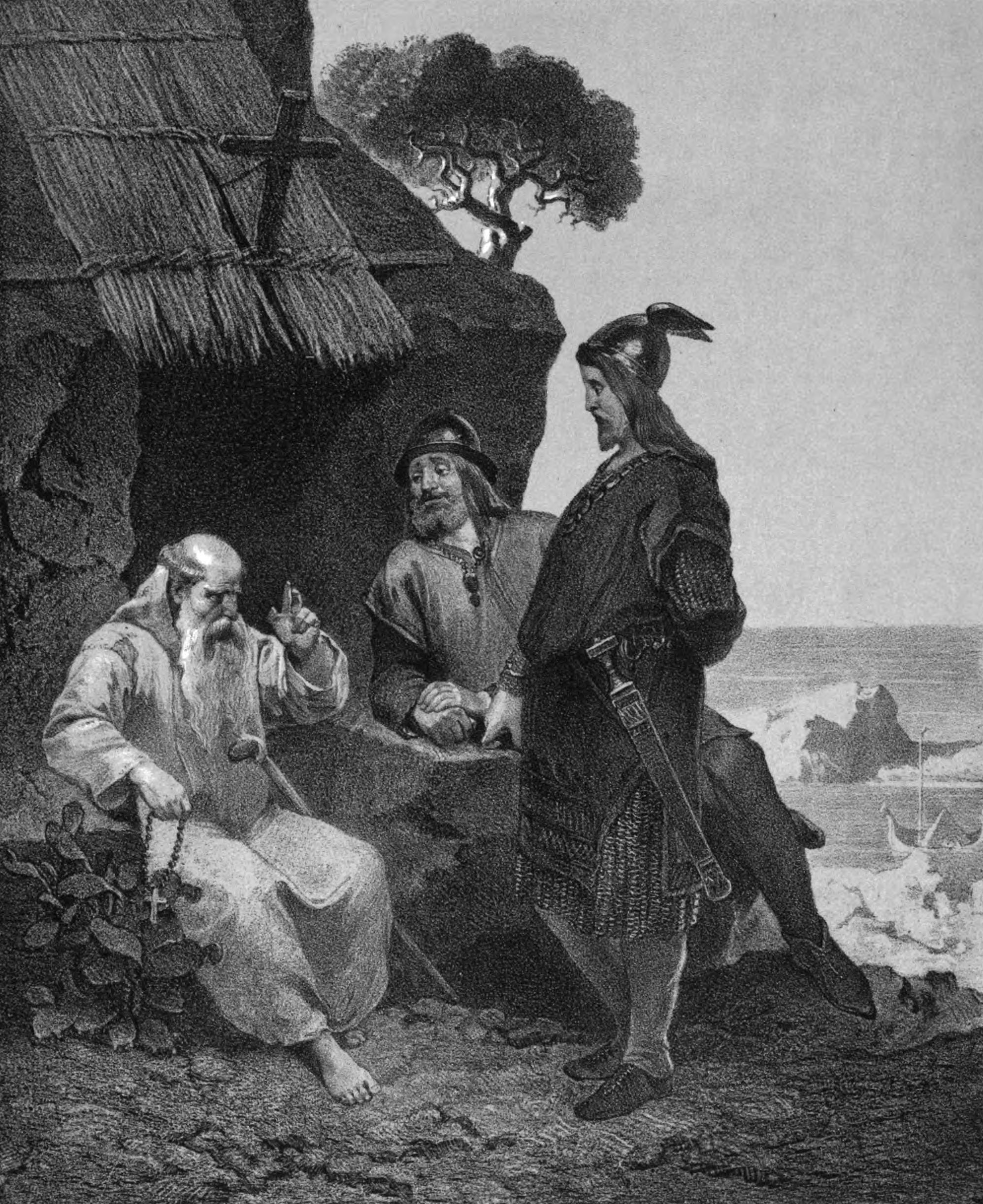
Olav I. (†1000) wurde in England getauft und bekehrte Norwegen, die Färöer sowie Island vor allem gewaltsam
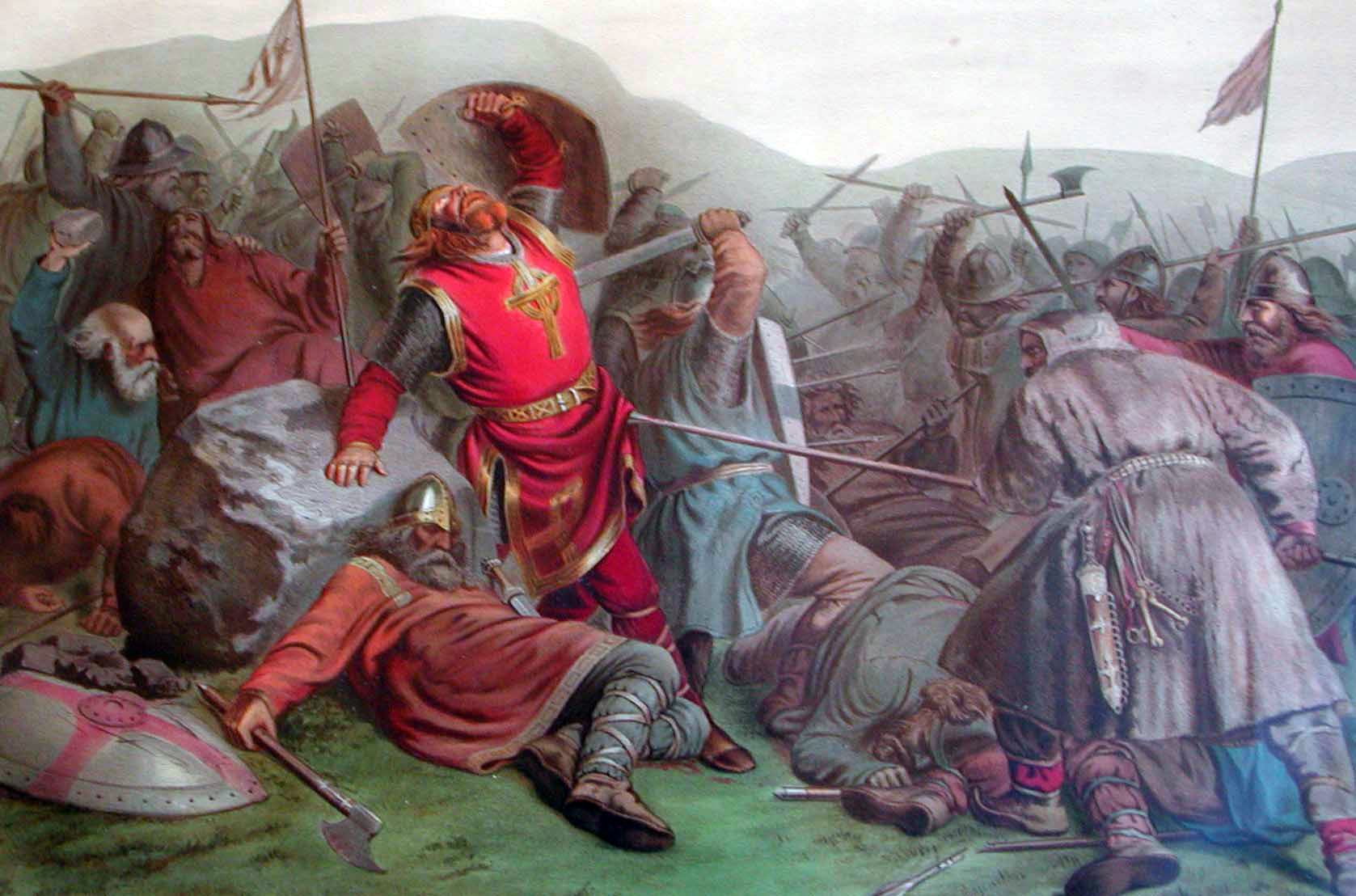
Olav II. unterlag 1030 den Dänen, mit seiner Heiligsprechung war die Christianisierung abgeschlossen

### Christianisierung Schwedens

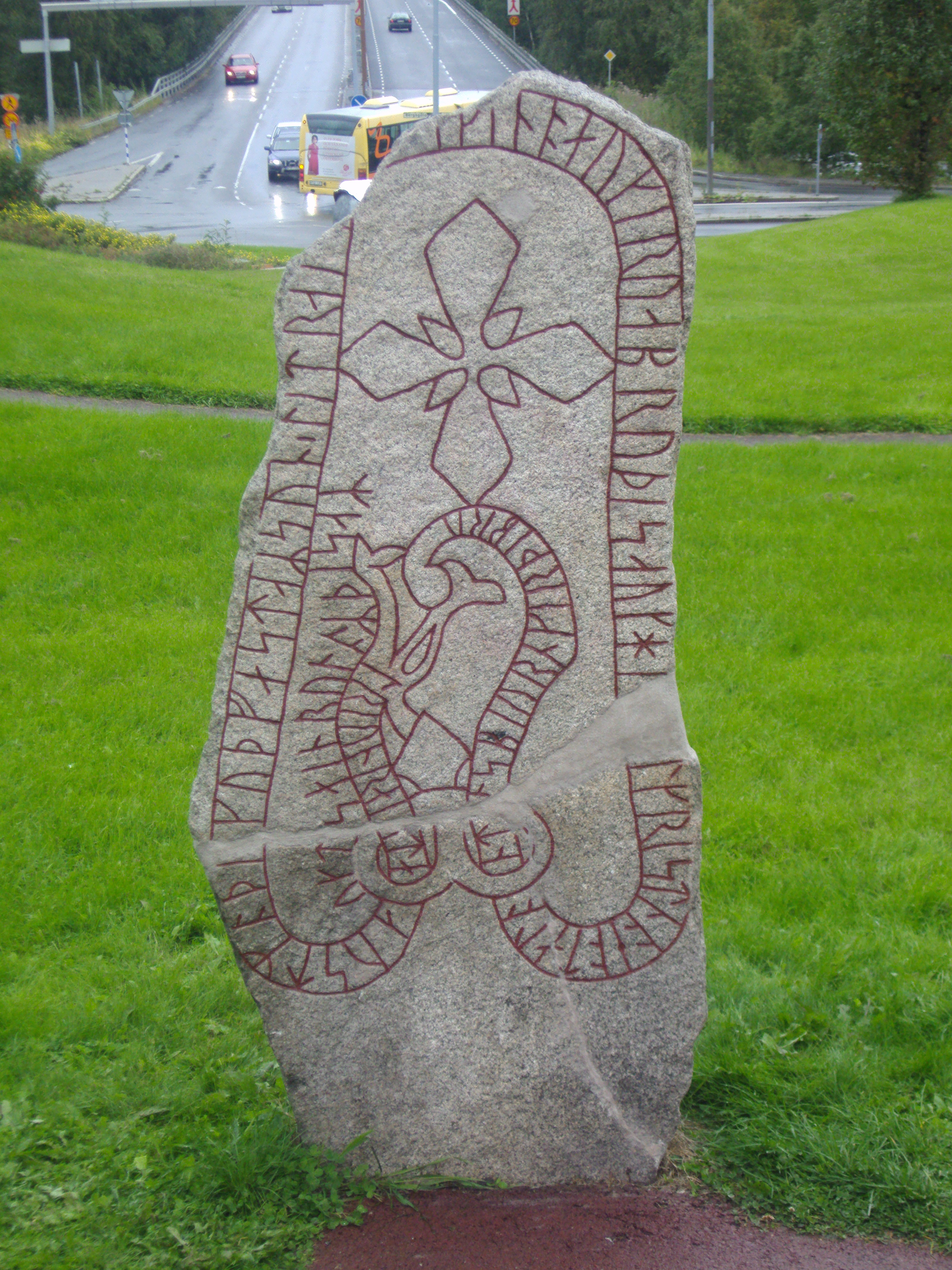
Der Runenstein von Frösön berichtet von der Christianisierung der schwedischen Grenzregion Jämtland um 1030. Jämtland gehörte damals aber noch zu Norwegen.

Erste Ansätze einer Christianisierung Schwedens hatte es schon im 9. Jahrhundert gegeben, doch blieben die von Hamburg ausgehenden Missionierungsbemühungen des Heiligen Ansgar (†865), Rimberts (†888) und des Bischofs Unni (†936) zunächst erfolglos, die meisten Schweden hielten länger als Dänen oder Norweger an ihrem alten germanischen Götterglauben fest. Während die schwedischen Waräger in Russland zwischen 860 und 988 das (orthodoxe) Christentum annahmen und auch die schwedischen Wikinger in Haithabu wohl schon um 950 bekehrt wurden, begann das (katholische) Christentum in Schweden seinen allmählichen Siegeszug erst mit der Taufe Olofs III. im Jahr 1002 oder 1008 durch den Heiligen Siegfried. Dennoch war um 1014 lediglich Västergötland christianisiert, Kämpfe zwischen überwiegend christlichen Gauten (in Västergötland und Östergötland) und überwiegend nichtchristlichen Svear (in Svealand) hielten an. Heidnische Gegenbewegungen brachten bis 1081 auch Massaker an Christen mit sich.
König Inge I. ließ um 1087 den heidnischen Tempel von Uppsala zerstören, doch erst unter Sverker I., der 1133 eine Kirche über den Ruinen des einstigen Tempels errichten ließ, bzw. unter Erik dem Heiligen, der sich 1154/55 sogar bemühte, das Christentum mit einem Kreuzzug von Schweden nach Finnland auszubreiten, setzte sich der neue Glaube durch. Eriks Nachfolger Karl VII. schuf 1164 mit der Errichtung des Erzbistums Uppsala eine vom dänischen Lund unabhängige schwedische Kirche.

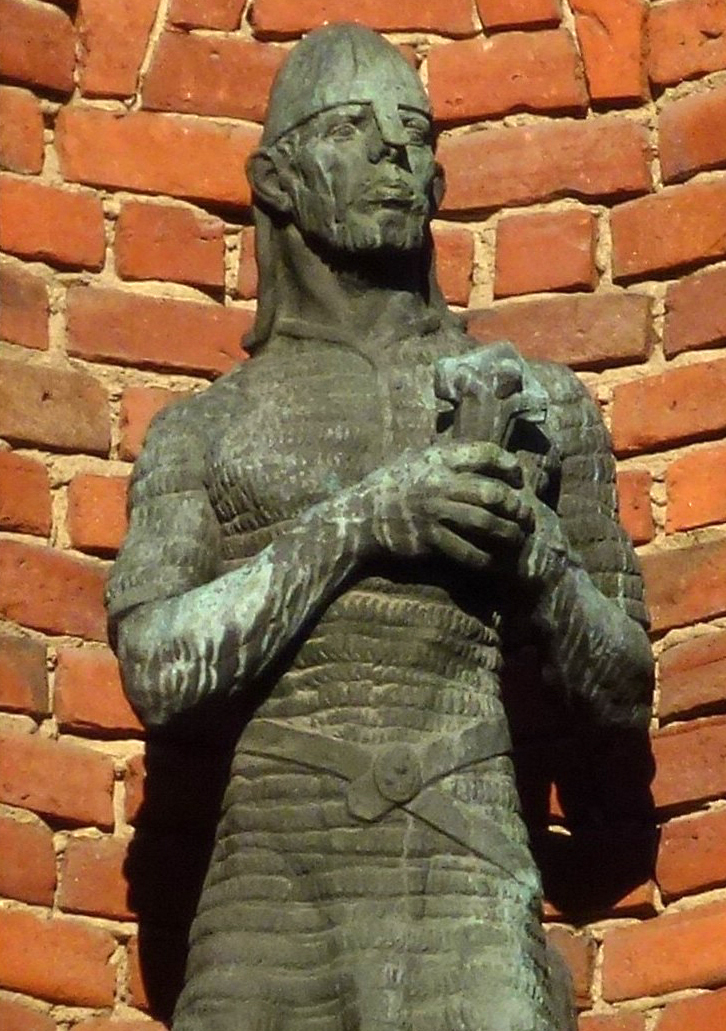
Olof III. (†1022) war der erste christliche König Schwedens und erster Reichseiniger
Als schwedischer Schutzheiliger ist Erik IX. (†1160) im Stockholmer Wappen verewigt
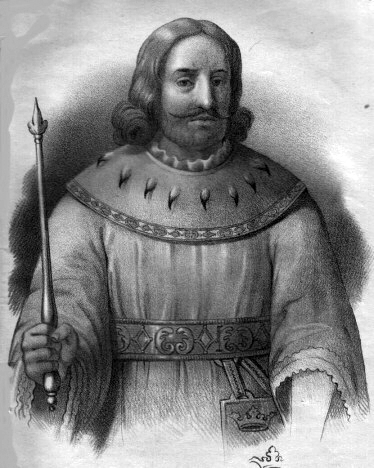
Erst unter Eriks Sohn Knut I. (†1196) wurde die Christianisierung abgeschlossen

### Christianisierung der Färöer, Islands und Grönlands
Norwegens König Olav I. Tryggvason betrieb zwischen 997 und 999 auch die Christianisierung der Färöer und erzwang im Jahr 1000 die Annahme des Christentums in Island. Die Isländer behielten jedoch im Privaten noch lange heidnische Rituale bei. Von Norwegen bzw. Island aus waren im Jahr 1000 auch die norwegisch- bzw. isländischstämmigen Grænlendingar auf Grönland christianisiert worden, ihre Siedlungen gingen jedoch im 14. Jahrhundert zugrunde. Die Wiederentdeckung und erneute, nunmehr evangelisch-lutherische Missionierung Grönlands erfolgte erst im 18. Jahrhundert unter dem dänischen "Apostel" Hans Egede und dessen Sohn Poul Egede.

### Christianisierung Finnlands
Die Christianisierung der Finnen erfolgte von Schweden aus und in Rivalität zum russischen Großfürstentum Nowgorod.

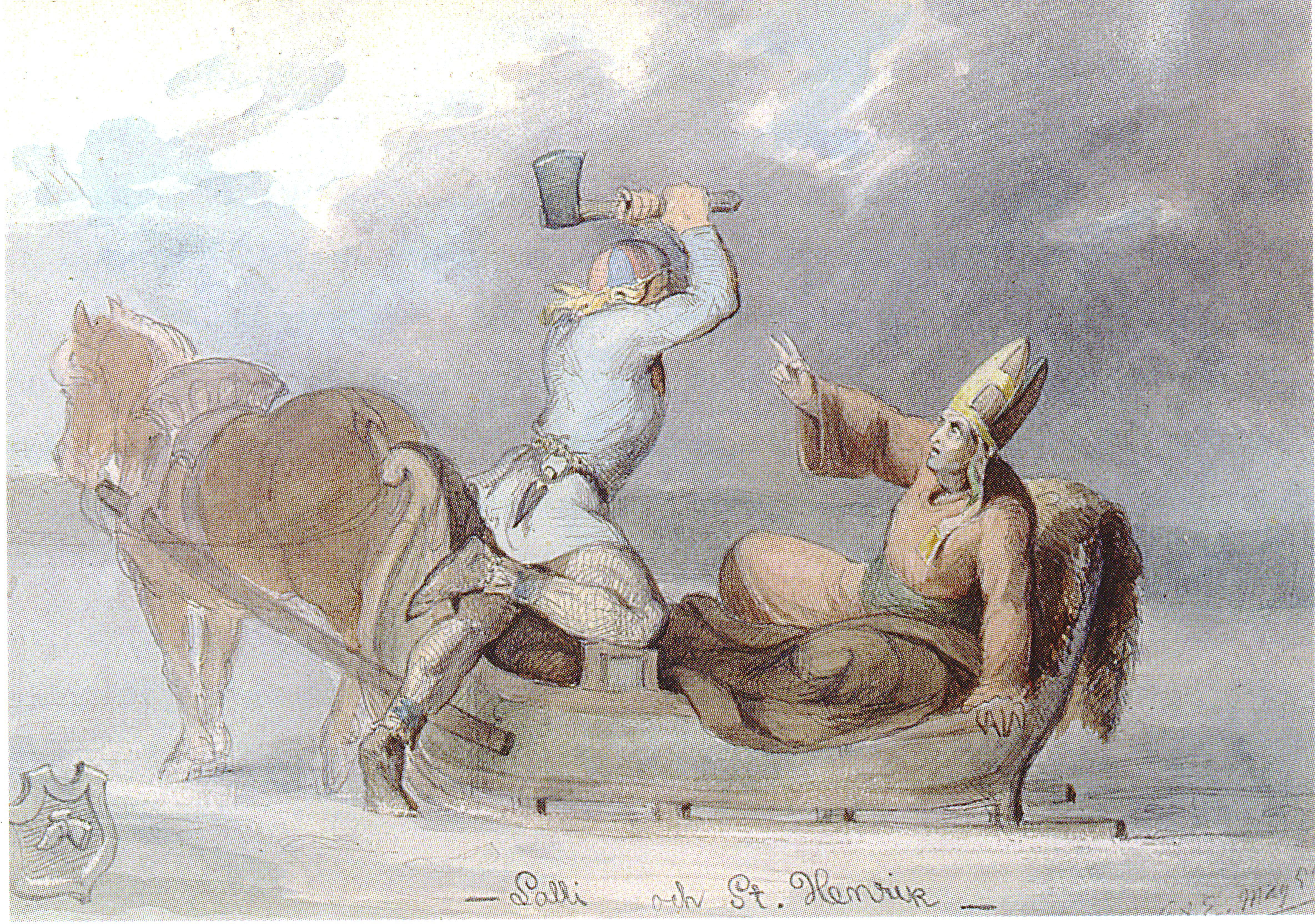
Der schwedische Bischof Heinrich von Uppsala wurde 1160 von heidnischen Finnen erschlagen.
Bild: Karl Anders Ekman, 1854

Schwedische Kreuzzüge unter Erik IX. (Schweden) und Birger Jarl in der Mitte des 12. Jahrhunderts und in der Mitte des 13. Jahrhunderts dienten aber vor allem auch der Eroberung Finnlands durch Schweden. Wenig später begannen orthodoxe Russen, vom Kloster Walaam aus in Karelien zu missionieren. Im Jahr 1154 wurde in Nousis das erste schwedische Bistum in Finnland errichtet. Bischof Heinrich von Uppsala wirkte als Missionar, wurde von einem heidnischen Finnen erschlagen und gilt wegen seines Martyriums als Nationalheiliger Finnlands. Ein gegen die Christianisierung gerichteter Aufstand der mittelfinnischen Tavasten wurde 1239 niedergeschlagen. Mit der Gründung Åbos (Turkus) war die Christianisierung und Eroberung Finnlands 1279 abgeschlossen. Die "eigentlichen Finnen" (Westfinnen) und die Tavasten (Tavastländer) wurden katholisch, die Karelier (Ostfinnen) hingegen ab 1227 russisch-orthodox. Bei der Bekehrung der Karelier und anschließend der Samen zum orthodoxen Christentum spielten die Heiligen Herman und Sergej vom Kloster Walaam sowie die Missionare Lazarus von Murom, Theodoret von Kola und Tryphon von Petschenga eine wichtige Rolle.